# Condado de Scott (Mississippi)
O Condado de Scott é um dos 82 condados do estado norte-americano do Mississippi. A sede de condado é Forest, que é também a sua maior cidade.
O condado tem uma área de 1580 km² (dos quais 3 km² estão cobertos por água), uma população de 28 423 habitantes, e uma densidade populacional de 18 hab/km² (segundo o censo nacional de 2000). O condado foi fundado em 1833 e recebeu o seu nome em homenagem a Abram M. Scott (1785-1833), que foi Governador do Mississippi (1832-1833).